# Bernhard von Septimanien
Bernhard von Septimanien (* vor 795; † 14. Februar 844 in Toulouse), auch Bernhard I. von Barcelona genannt, war ein Regionalfürst und leitender Staatsmann teilweise westgotischer Abkunft am Hofe Kaiser Ludwigs des Frommen. In der Verfallszeit des späten Karolingerreiches war der Werdegang Bernhards typisch für einen Vertreter des Hochadels, der rücksichtslos die eigenen Interessen verfolgte. Von 828 bis 832 und von 835 bis 841 herrschte er in Septimanien.

## Herkunft und Nachkommen
Sein Vater war Graf Wilhelm von Aquitanien, seine Mutter Witberga (auch Witburgis oder Guitburga) († vor 795), die zweite Ehefrau Wilhelms. Bernhard war Patenkind Kaiser Ludwig des Frommen.
Seine Geschwister waren
- Gauzhelm, Graf von Roussillon († 834)
- Heribert, Graf von Vivarais
- Helimbruch, Abt von Gellone
- Rothlindis († vor 814)
- Theoderich, Graf von Autun († um 827)

Aus der ersten Ehe seines Vaters mit Kunigunde († vor 795) hatte er die Halbgeschwister
- Berà von Rasès († 844)
- Gerberga (Gerbich) († 834)

824 heiratete er in der Aachener Pfalzkapelle Dhuoda, die einer bedeutenden austrischen Familie entstammte. Mit ihr hatte er die Nachkommen
- Wilhelm von Septimanien † 850
- Bernard Plantevelue († 885/886), Graf von Autun, Rodez und Auvergne
- Regelinda; ⚭ Wulfgrin I. (Vulgrin), † 3. Mai 886, urkundet 868 als Graf von Angoulême (Haus Taillefer)

Siehe auch: Wilhelmiden

## Titel
- bis 830 Graf von Autun
- 826 bis 832 Graf von Barcelona und Girona
- 826 Graf von Osona
- 828 bis 832 Herzog von Septimanien und Gothien, Graf von Narbonne, Béziers, Agde, Melguelh, Nimes sowie möglicherweise von Uzès und Lodève

832 fiel Bernhard in Ungnade und verlor bis 835 sämtliche Titel.
- 835 bis 843 Graf von Roussillon
- 835 bis 844 Graf von Barcelona und Girona
- 835 bis 844 Herzog von Septimanien und Gothien, Graf von Narbonne, Béziers, Agde, Melgueil, Nîmes sowie möglicherweise von Uzès und Lodève
- 835 bis 844 Graf von Toulouse
- 837 bis 844 Graf von Carcassonne

## Leben

### Erste Herrschaft (826–832)
Nach anfänglichen Erfolgen seines Stiefbruders Berà, des Grafen von Barcelona, bei der Rückeroberung von den Mauren besetzter Gebiete gab es ab dem Jahr 810 militärische und politische Niederlagen. Dies nutzten seine Gegner unter der Wortführerschaft seiner Stiefbrüder Bernhard und Gauzhelm zu einer Intrige beim Kaiser. 820 wurde Berá in Aachen vom Statthalter Gauzhelms der Untreue und des Verrats beschuldigt und von Kaiser Ludwig dem Frommen nach Rouen verbannt, wo er 844 starb.
826 ernannte der Kaiser Bernhard, der als umsichtig und verschlagen galt, als Nachfolger des fränkischen Grafen Rampó zum Grafen von Barcelona und Girona. Im Krieg gegen die Mauren war Bernhard der Anführer und frankenfreundlich. Damit stand er den Interessen des örtlichen westgotischen Adels entgegen.

#### Aufstand von Aysun
Schon kurz danach tauchte ein Herrscher namens Aysun auf. Seine Identität ist nicht gesichert. Möglicherweise war er der Sohn des maurischen Statthalters von Barcelona Sulayman al-Arabi, dem es gelungen war, aus der Haft in Aachen zu fliehen und die Spanische Mark zu erreichen. Aysun setzte sich in der Gegend von Vic fest. Berá-treue Besatzungen der umliegenden Burgen, zahlreiche gotische Adlige, unter ihnen auch Berás Sohn Guillemó (oder auch Guillemundus), damals Graf von Rasès und Conflent sowie maurische Befürworter eines Friedens mit dem Fränkischen Reich schlossen sich einem Aufstand gegen den neuen Grafen an.
Als sich die Angriffe auf das Kernland häuften, forderte Graf Bernhard vom Kaiser Hilfe und erhielt diese auch in geringem Umfang, sowie auch von einigen örtlichen Adligen. Aysun wandte sich daraufhin an die einzige Macht, die den Franken widerstehen konnte und sandte seinen Bruder mit einem Hilfeersuchen an den Emir von Córdoba, Abd ar-Rahman II. Abd ar-Rahmans Truppen, unter seinem General Ubayd Allah (auch bekannt als Abu Marwan), besetzten 827 das gesamte Gebiet der Grafschaft Barcelona, belagerten die Hauptstadt und plünderten das Umland. Nachdem es ihnen aber nicht gelungen war, Barcelona einzunehmen, belagerten sie ebenfalls erfolglos Girona.
Kaiser Ludwig erfuhr von der maurischen Besetzung und beauftragte seinen Sohn Pippin I., König von Aquitanien, sowie die Grafen Hugo von Tours und Matfried von Orléans, Truppen aufzustellen. Die Rekrutierung erfolgte jedoch so zögerlich, dass sich die maurischen Truppen bereits auf dem Rückzug befanden, als die Armee endlich aufgestellt war. Die Rebellen verließen das Land mit den maurischen Truppen. Es wird angenommen, dass sowohl Aysun als auch Guillemó in Córdoba zu Tode kamen.

#### Machtzuwachs: Graf von Septimanien
Der leichte Sieg erhöhte das Ansehen von Bernhard. Die Tatsache, dass die von Barcelona abhängige Grafschaft Osona für ein halbes Jahrhundert entvölkert blieb, wurde Hugo von Tours und Matfred von Orleans wegen ihres verspäteten Eingreifens angelastet. Beiden Grafen wurden 828 ihre Grafschaften entzogen. Bernhards Bruder Gauzhelm erhielt die Grafschaften Rasès und Conflent.
Da Graf Leibulf von Narbonne im Frühjahr 828 verstorben war, wurden auch seine ausgedehnten Ländereien Bernhard übertragen: Narbonne, Béziers, Agde, Melguelh, Nîmes und möglicherweise auch Uzès. Seither war Bernhard als Herzog von Septimanien (oder einfach Bernhard von Septimanien) bekannt.

#### Am Hof des Kaisers
Im August 829 beabsichtigte Kaiser Ludwig der Fromme, seinen Sohn Lothar als König von Italien nach Pavia zu schicken. Um ihn zu ersetzen, berief er auf Betreiben der Kaiserin Judith Bernhard als Kämmerer an den Hof und übertrug ihm die Erziehung seines Sohnes Karl, später als Karl der Kahle bekannt. Bernhard vertraute die Verwaltung seiner Grafschaften seinem Bruder Gauzelm an, der daher auch Markgraf genannt wurde.
Schon nach kurzer Zeit am Hofe hatte sich Bernhard viele Feinde geschaffen, und diese verbreiteten das Gerücht einer Beziehung Bernhards mit der Kaiserin Judith. Die drei älteren Söhne des Kaisers standen in offener Gegnerschaft zu Bernhard und benutzten den Vorwurf des Ehebruchs, um die Legitimität ihres Halbbruders Karl anzuzweifeln. Bernhard musste sich durch Eid vom Vorwurf des Ehebruchs reinigen, sah aber seine Sicherheit ernsthaft gefährdet, so dass er den Hof Ludwigs verließ und zu seinen Besitzungen in Septimanien und Gothien zurückkehrte. Sein Bruder Heribert von Vivarais, der am Hof geblieben war, wurde geblendet und nach Italien verbannt.
Zwar konnte Lothar in den Auseinandersetzungen unter den karolingischen Erben zunächst über seinen Vater Ludwig den Frommen triumphieren, dieser konnte aber im Oktober 830 seine Macht wieder festigen. In der Reichsversammlung von Nimwegen im Februar 831 stimmte er einer Teilung des Reiches zu. Dabei sollte Gothien nach Ludwigs Tod an Karl den Kahlen fallen.
Bernhard versuchte daraufhin eine Aussöhnung mit Judith und Karl dem Kahlen, aber angesichts der früheren Ereignisse waren diese nicht bereit, die Beziehungen mit dem Grafen zu erneuern. Auch in einem persönlichen Gespräch mit dem Kaiser konnte er seine frühere Stellung bei Hof nicht wiedererlangen. Bernhard beschloss, die Seiten zu wechseln.

#### Erste Rebellion und Absetzung Bernhards
Im November 831 rebellierte Pippin I. von Aquitanien gegen seinen Vater, den Kaiser. Berengar von Toulouse, sein Berater, hatte ihm abgeraten, aber Bernhard bestärkte Pippin in seiner Entscheidung zur Rebellion. Anfang 832 begann Ludwig der Fromme einen Feldzug gegen seinen aufständischen Sohn. Berengar, der loyal zum Kaiser blieb, drang in die Besitzungen Bernhards ein.
Schließlich zwangen fortwährende Siege der kaiserlichen Truppen im Oktober 832 Pippin und Bernhard vor dem Kaiser zu erscheinen. Pippin wurde abgesetzt und nach Trier verbannt. Sein Reich wurde Karl dem Kahlen übertragen. Bernhard wurde der Untreue beschuldigt und verlor seine gesamten Besitzungen in Septimanien und Gothien an Berengar. Dieser verband nun den alten Grafentitel von Toulouse mit dem von Septimanien/Narbonne.
Möglicherweise verlor auch sein Bruder Gauzhelm seine Grafschaften. Allerdings gelang es ihm, die Grafschaft Ampurias noch eine gewisse Zeit zu halten. Schließlich verzichtete er 833 auf Vermittlung des Abtes Angenis von Fontanelle auch auf dieses Gebiet und zog sich gemeinsam mit seinem Hauptmann Sanila auf seine Familienbesitzungen in Burgund zurück. Gauzhelm und Sanila wurden 834 nach einem Angriff Lothars auf das von ihnen verteidigte Chalon-sur-Saône, hingerichtet. Dabei wurde auch die Schwester Bernhards und Gauzhelms, die Nonne Gerberga, ermordet.

### Zweite Herrschaft (835–844)

#### Rückgabe der Grafschaften
In dieser Schlacht, in der Lothar geschlagen wurde, kämpften Bernhard und Gauzhelm erneut auf der Seite Pippins I. Unter Hinweis auf den geleisteten hohen Blutzoll forderte Bernhard die Rückgabe seiner Ländereien. Berengar besaß diese aber rechtmäßig, und auch er hatte einen hohen Blutzoll geleistet. Der Kaiser zögerte daher zunächst, rief aber im Juni 835 Bernhard und Berengar zu einem Treffen in Crémieu bei Lyon, um ihnen seine Entscheidung mitzuteilen. Auf der Anreise verstarb jedoch Berengar unerwartet.
Als keine Hindernisse mehr vorlagen, gab der Kaiser Septimanien, Gothien und Toulouse an Bernhard zurück. Vom ganzen Gebiet, das Berengar beherrscht hatte, fehlten lediglich Ampurias und Roussillon, die bereits an die Grafen Sunyer I. von Ampurias und an Alarich übertragen worden waren, sowie Pallars und Ribagorça, die zwei Jahre zuvor durch den Usurpator Aznar I. Galíndez, Graf von Urgell und Cerdanya, von der Grafschaft Toulouse abgetrennt worden waren. Nach dessen Vertreibung waren sie Sunifred I., dem Bruder des Grafen Oliba I. von Carcassonne, übertragen worden.
Bernhard herrschte in seinen wiedergewonnenen Besitzungen erneut despotisch und missachtete die Wünsche der ursprünglich gotischen Bevölkerung, die zuvor Berà und später Berengar unterstützt hatte. So wurden in der Reichsversammlung von Quierzy im September 838 Dutzende von Beschwerden gegen Bernhard vorgebracht. Ab 841 war er wegen der verschiedenen Kriege im Kaiserreich überwiegend unterwegs. Die Grafschaften wurden durch Stellvertreter verwaltet.
In der Schlacht von Fontenoy am 25. Juni 841 schlugen Karl der Kahle und Ludwig der Deutsche ihren Bruder Lothar, dem es aber noch gelang, sich mit seiner Armee in den Süden zurückzuziehen. Bernhard hatte sich im Umfeld des Schlachtfeldes aufgehalten und das Ergebnis abgewartet. Danach schickte er seinen Sohn Wilhelm von Septimanien zu Karl dem Kahlen, um ihm seine Ehrerbietung zu zeigen und das Versprechen seines Vaters zu übermitteln, dass dieser Pippin II. von Aquitanien zum Rücktritt drängen würde – einem Versprechen, das dieser nie vorhatte, zu erfüllen. Pippin II hatte die Nachfolge seines im Jahre 838 verstorbenen Vaters Pippin I. angetreten.

#### Zweite Rebellion und Tod
Während eines Feldzuges in Aquitanien im Juli 842 beschloss Karl der Kahle, Bernhard zu bestrafen und die Grafschaft Toulouse an den Grafen Acfred zu übertragen. Bernhard weigerte sich, die Entscheidung zu akzeptieren und rebellierte offen, indem er sich mit Pippin II. verbündete und 843 Acfred von Toulouse vertrieb.
Verschiedene äußere Umstände, wie die Invasion der Normannen und der Aufstand der Bretonen, erzwangen die Einstellung der innerfränkischen Bürgerkriege. Dazu wurde im August 843 – wie von Kaiserin Judith angestrebt – das Reich aufgeteilt. Entsprechend dem Vertrag von Verdun behielt Karl der Kahle Gothien und Septimanien außer der Grafschaft Uzès, in der Bernhard Familiengüter besaß. Uzès ging an Lothar. Außerdem wurde die Grafschaft Autun, die Bernhards Sohn Wilhelm beanspruchte, an Graf Warin von Burgund vergeben, einem Rivalen Bernhards, der 842 den Feldzug in Aquitanien angeführt und danach in Septimanien gekämpft hatte.
844 kehrte Karl der Kahle nach Aquitanien zurück, in der Absicht, Pippin II. zum Rücktritt zu zwingen und Toulouse zu erobern. Offensichtlich durch einen Zufall wurde Bernhard von Septimanien durch die kaiserlichen Truppen gefangen genommen – möglicherweise beim Angriff auf Toulouse. Bernhard wurde im Mai 844 Karl dem Kahlen vorgeführt, und dieser ließ ihn daraufhin enthaupten.
Einen Monat später, am 14. Juni 844, brachten Bernhards Sohn Wilhelm und Pippin II. Karl dem Kahlen in Anguemois eine schwere Niederlage bei. Demnach waren die Anhänger Bernhards von Septimanien noch nicht endgültig besiegt.